# Метцельс
Метцельс (нем. Metzels) — община в Германии, в земле Тюрингия. 
Входит в состав района Шмалькальден-Майнинген. Подчиняется управлению Вазунген-Амт Занд.  Население составляет 668 человек (на 31 декабря 2010 года). Занимает площадь 16,17 км².